# Keïta Fatoumata Diallo
Pour les articles homonymes, voir Fatoumata Diallo.
Keïta Fatoumata Diallo, dite  Fanta Diallo, née le 30 janvier 1943 à Bamako (Soudan français) et morte le 5 août 2025 dans la même ville, est la troisième épouse du président malien Modibo Keïta.

## Biographie
Fatoumata Diallo est née dans une famille de commis des postes, de Mamadou Diallo et d'une ménagère, Mariam Sangaré. Issue de la communauté peuls musulmane, elle effectue son pèlerinage à La Mecque.
Elle a fréquenté l'école des jeunes filles de Médina-Coura à Bamako entre 1952 et 1958. Par la suite, elle a mené des études secondaires qu’elle n’achèvera pas.
De 1958 à 1959, elle suit d’abord les cours au collège des jeunes filles sis rue Carnot à Dakar. Elle revient à Bamako entre 1959 et 1960 et fréquente le collège des jeunes filles de Bamako, avant de séjourner au lycée Notre-Dame du Niger, toujours à Bamako.
En 1961 en république de Guinée, elle effectue un bref séjour à l’école de sages-femmes à Conakry. Après le coup d'État de 1968, elle est recrutée comme archiviste aux Archives nationales à Koulouba. Elle démissionne de cette fonction après la mort de son mari en 1977.

### Vie privée
Fatoumata Diallo a conclu une alliance avec Modibo Keïta en 1959 a été réalisée[pas clair] en 1962.
Diallo a eu deux filles avec Keïta, dont l'une s'est suicidée en 1984. L'un des enfants a fréquenté l'école primaire et vit avec sa mère.

### Mort
Fatoumata Diallo meurt à l’âge de 82 ans le 5 août 2025.